# Fabian Wohlgemuth

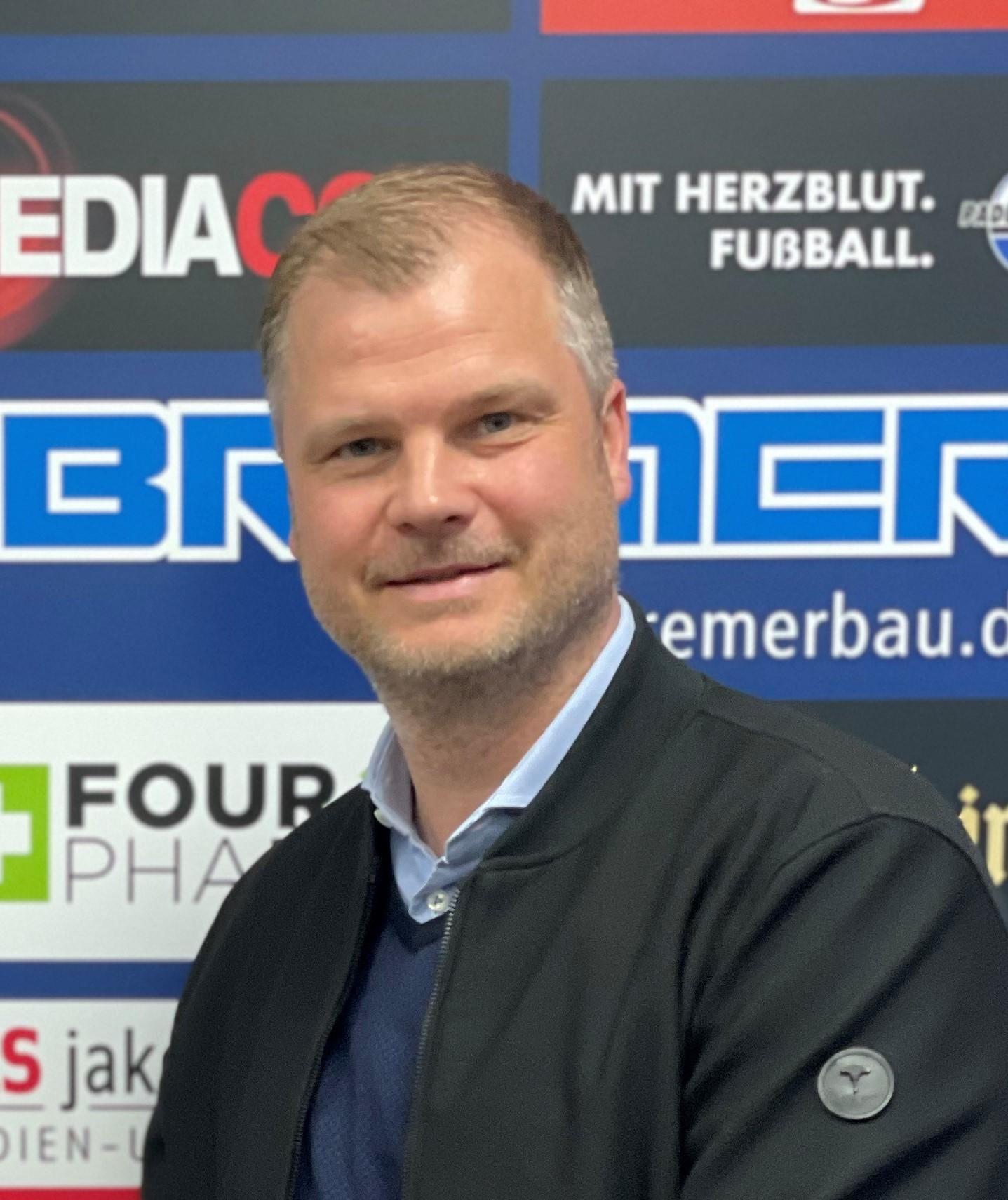
Fabian Wohlgemuth während seiner Zeit beim SC Paderborn 07 (2022)

Fabian Wohlgemuth (* 2. April 1979 in Berlin) ist ein deutscher Fußballfunktionär.

## Werdegang
Wohlgemuth begann seine fußballerische Karriere im Jahr 1993 beim 1. FC Union Berlin. Dort ist er bis heute Vereinsmitglied. Im Jahr 1995 wechselte er zum BFC Dynamo und spielte dort in der zweiten Mannschaft. In den folgenden Jahren spielte er bei SD Croatia Berlin, SV Lichtenberg 47, Tennis Borussia Berlin und Hansa Rostock II. Zur Saison 2003/04 wechselte er zum Chemnitzer FC. Hier beendete er in Folge einer irreversiblen Trainingsverletzung 2004 seine Karriere als aktiver Fußballspieler und begann neben einem Betriebswirtschaftsstudium in Berlin seine Laufbahn im operativen Geschäft des deutschen Profifußballs (u. a. im Jugend- und Scoutingsbereich des Hamburger SV). 
2011 wechselte Wohlgemuth zum Bundesligisten VfL Wolfsburg und übernahm vorerst die Funktion des Chefscouts im Nachwuchsleistungszentrums. Bereits sechs Monate später wurde Wohlgemuth zum Leiter des Nachwuchsleistungszentrums ernannt und war in den folgenden sieben Jahren maßgeblich an der Entwicklung, Ausbildung und Positionierung junger Nachwuchsspieler beteiligt (Robin Knoche, Maximilian Arnold, Julian Brandt). Mit der A-Jugend des VfL Wolfsburg erreichte der diplomierte Kaufmann (FH) in den Jahren 2011 und 2012 die Deutsche Meisterschaft. 
Im Juni 2018 wurde Wohlgemuth Geschäftsführer Sport des Zweitligisten Holstein Kiel. Im Oktober 2019 wurde er von diesem Amt freigestellt. Zum am 1. Mai 2020 wurde er Geschäftsführer Sport des Bundesligisten SC Paderborn 07. Diese Funktion hatte er bis Anfang Dezember 2022 inne.
Am 3. Dezember 2022 wurde Wohlgemuth Nachfolger von Sven Mislintat als Sportdirektor des VfB Stuttgart, am 1. Juli 2024 Vorstand Sport. In seine Amtszeit fallen unter anderem die Verpflichtungen von Deniz Undav, Alexander Nübel, Maximilian Mittelstädt, Angelo Stiller und Nick Woltemade, die nach ihrem Wechsel zum VfB zu deutschen Nationalspielern wurden. In der Saison 2023/24 qualifizierte sich der VfB für die UEFA Champions League, 2025 gewann der Verein den DFB-Pokal.

## Privates
Wohlgemuth ist verheiratet und hat zwei Töchter.